# Конституционная экономика
Конституционная экономика — научно-практическое направление на стыке экономики и конституционализма, описывающее и анализирующее взаимное влияние правовых и экономических факторов при принятии государственных решений, которые затрагивают экономические и социальные права, гарантированные в Конституции, а также взаимоотношения проблем применения Конституции со структурой и функционированием экономики.
Вопросы применения конституционной экономики не могут быть осознаны со всей полнотой, если не будут учтены особенности конкретного этапа исторического процесса и времени, когда такие вопросы поставлены.
Конституционная экономика отражает всевозрастающее понимание, что решение проблем государственного регулирования экономики нужно находить исходя не только из экономической целесообразности, но и из реалий конституционной структуры государства. Поэтому конституционная экономика традиционно характеризуется как научное направление, изучающее принципы оптимального сочетания экономической целесообразности с достигнутым уровнем конституционного развития, отраженным в нормах конституционного права, регламентирующих экономическую и политическую деятельность в государстве.
Конституционная экономика представляет собой межотраслевые знания о том, в какой мере конституционные нормы и принципы влияют на принятие политическими органами государства важнейших экономических решений, облекаемых в форму нормативных актов. Примером таких решений могут служить законы о бюджете, законы о налогах и сборах, о способах преодоления экономического кризиса и т. д. Конституционная экономика также характеризуется как междисциплинарное направление раскрытия регулятивного потенциала наиболее обобщенных и социально значимых конституционных положений в сфере экономики.

## История
Термин «конституционная экономика» был предложен американским экономистом Ричардом МакКинзи в 1982 году в качестве названия конференции в Вашингтоне, посвященной вопросу влияния экономических проблем на развитие и состояние конституционной структуры государства и общества.
Этот термин был воспринят западным научным экономическим сообществом, поскольку он обобщил предшествующие разрозненные исследования и определил последующие разработки.
Первоначально предложенный экономистами конституционно-экономический анализ был затем поддержан теоретиками и практиками в сфере юриспруденции. Профессор Йельского университета Брюс Акерман (Bruce Ackerman) называет появление научного и учебного направления о соотношении и взаимосвязи права и экономики «самым значительным достижением в области юридического образования за последние столетия». В 80-е годы XX столетия, наряду с широким развитием академических исследований в США и Англии, в Индии возникло движение по практическому претворению идей конституционной экономики в жизнь. Оно было инициировано Верховным судом этой страны в виде поощрения к подаче и принятия к судебному рассмотрению дел в порядке «судопроизводства в общественных интересах» (public interest litigation). Расширенно трактуя некоторые статьи Конституции Индии, судебная власть в течение десятка с лишним лет вела борьбу за обеспечение экономических и социальных прав беднейших слоев населения. В настоящее время, актуальные вопросы конституционной экономики постоянно обсуждаются на Западе в целом ряде периодических изданий, первым из которых стал академический журнал «Constitutional Political Economy» (Конституционная политическая экономия), издающийся с 1990 года.
На Западе конституционная экономика рассматривается преимущественно как суб-дисциплина в рамках экономической науки.
В России конституционная экономика с 2000 года сразу стала развиваться в рамках комплексных исследований экономистов и юристов с применением полученных результатов в учебном процессе в юридических и экономических вузах.
Постоянные рубрики «Конституционная экономика» имеются в таких журналах как «Право и экономика», «Законодательство и экономика», «Журнал зарубежного законодательства и сравнительного правоведения».

## Конституционная экономика за рубежом
Идеи конституционной экономики развил американский экономист Джеймс Бьюкенен, получивший в 1986 году Нобелевскую премию по экономике «за исследование договорных и конституционных основ теории принятия экономических и политических решений». Бьюкенен, как и большинство западных экономистов, трактует термин «конституционализм» несколько шире, чем «применение и изучение конституции страны», поскольку в английском языке понятие «конституция» относится не только к Основному закону государства, но также используется для обозначения уставов корпораций и фирм, внутренних правил религиозных и общественных организаций, неформальных объединений и т. п. В этой связи, идеи Бьюкенена расцениваются некоторыми западными учёными как современное продолжение идей Адама Смита о «науке законодательствования» (англ. the science of legislation).
В рамках научного направления «теория общественного выбора» Бьюкененом выдвинута концепция, предполагающая реформирование существующей системы. В рамках «политического обмена» выделяются два уровня общественного выбора. Первый уровень — разработка правил и процедур политической игры. Например, правил, регламентирующих способы финансирования бюджета, одобрения государственных законов, систем налогообложения. Среди них могут быть различные правила: принцип единодушия, квалифицированного большинства, правило простого большинства и т. п. Это позволит находить согласованные решения. Совокупность предлагаемых правил, норм поведения, процедур Бьюкенен именует «конституцией экономической политики». Второй уровень — практическая деятельность государства и его органов на основе принятых правил и процедур. Критерием справедливости и эффективности политической системы здесь должно служить распространение экономических правил на политический процесс.
Бьюкенен в своих работах подчеркивал, что публичная политика не может рассматриваться как распределение, но является определением выбора правил, в соответствие с которыми такое распределение осуществляется. Бьюкенен внес серьезный вклад в возрождение политической экономии как предмета научных исследований.
Работы Бьюкенена нередко воспринимались как ключевой пример так называемого «экономического империализма» (вторжения экономистов в предметы других наук). Однако лауреат Нобелевской премии по экономике Амартия Сен отметил, что Бьюкенен не имеет ничего общего с «экономическим империализмом». Сен утверждал, что Бьюкенен сделал значительно больше, чем просто введение вопросов этики, правового, политического и социального мышления в экономическую науку. Критическим для понимания системы мыслей Бьюкенена является разграничение между текущей политикой и стратегической политикой. Текущая политика концентрируется на правилах игры, в то время как стратегическая политика фокусируется на стратегии, которой игроки руководствуются при принятии правил игры. «Вопросы хороших правил игры являются доменом социальной философии, в то время как вопросы стратегии принимаемой игроками являются доменом экономической науки. Та сфера, которая образуется между правилами (социальная философия) и стратегией (экономическая наука), образует то, что Бьюкенен называет конституционной политической экономией».
Подход Бьюкенена при развитии конституционной экономики не ограничивается лишь анализом экономических и конституционных проблем, — он также затрагивает и некоторые ключевые вопросы философии права. В первую очередь, это касается идеи о конституционно-экономическом обеспечении «права на счастье» как ныне живущих, так и будущих поколений. Современному конституционному праву известен пример, когда Королевство Бутан провозгласило в начале 21-го столетия счастье своих граждан главной конституционно-правовой ценностью государства и попыталось рассчитать «коэффициент счастья» на душу населения, осуществляя, в какой-то мере, идею основателя современной доктрины правового государства — великого немецкого философа Иммануила Канта, который предлагал перевести понятие «счастье» на язык конкретных правовых категорий, позволяющих контролировать применение государством своей же конституции. Главная мысль по Канту состоит в том, что история будущего созидается сегодня, и не на базе достигнутого опыта плачевных или положительных результатов предшествующей деятельности, а на базе некоего конституционного идеала (который может восприниматься аксиоматично, a priori, ввиду его бесспорности) — такого, например, как достижение мирного и благополучного существования всех людей под эгидой единой конституции. Кант в своей «Критике чистого разума» ставит вопрос о том, что понятие «счастье» должно найти юридическое определение с тем, чтобы «право на счастье» было рассмотрено как quid juris (вопрос о праве), а не с позиций «всеобщей снисходительности». Практическое конституционно-правовое определение «счастья» (или «благополучия и процветания», как это записано в Преамбуле Конституции РФ) и является философским основанием конституционной экономики.
Особое значение конституционно-экономический анализ имеет для развивающихся стран и стран с переходной политической и экономической системой. Справедливое распределение национальных ресурсов является проблемой для стран этой категории, где конституции зачастую рассматриваются как абстрактные правовые документы, не влияющие на реальную экономическую политику. Примерно в 75 процентах независимых стран мира государство осуществляет полный контроль за экономикой и финансами и поэтому участие общества и граждан в процессе определения экономических и бюджетных приоритетов страны является минимальным или нулевым. Конституционная экономика востребована в первую очередь в государствах, где власть не заботиться о соблюдении экономических прав граждан.

## Российская школа конституционной экономики
Российская школа конституционной экономики, начавшая своё формирование в 1999—2000 гг., исходит из более узкого, чем у Бьюкенена, понимания «конституционализма», рассматривая это понятие лишь как «применение Конституции» — действующего Основного закона государства. В России за последние годы появилось множество публикаций, посвященных конституционной экономике, в том числе несколько учебных пособий (издания 2002, 2003, 2010 гг. — для вузов, и 2003, 2006 гг. — для школ), а также вузовский учебник для студентов юридических и экономических специальностей (2006 г), «Ежегодник Конституционной экономики» (2018, 2019, 2020). В 2006 г. конституционная экономика была внесена Российской академией наук в перечень специальностей, номинируемых для избрания членов-корреспондентов РАН.
Конституционная экономика предъявляет определённые требования к бюджету и бюджетной политике государства. Сформулированный Бьюкененом базовый тезис конституционной экономики об отсутствии интеллектуального превосходства государства над своими гражданами в вопросах экономической жизни страны должен заинтересовать институты гражданского общества в отношении использования Конституции при защите экономических и социальных прав граждан, а также активизировать гражданскую позицию самого населения.
Председатель Конституционного суда России В. Д. Зорькин так поставил вопрос о конституционных ограничителях свободы усмотрения и компетенции законодательной власти при решении вопросов финансирования: «Если органы, представляющие какую-либо из ветвей государственной власти, допускают отклонение от своего обязательства по обеспечению конституционных гарантий экономических и социальных и прав граждан, — то его соблюдение может быть обеспечено Конституционным судом РФ, исходя из принципа разделения властей и принципа согласованного функционирования и взаимодействия органов государственной власти». В качестве примера этого можно привести Постановление Конституционного Суда РФ от 15 мая 2006 года № 5-П о родительской плате. В связи с принятием Федерального закона от 22 августа 2004 года № 122-ФЗ (О монетизации льгот) утратило силу одно из постановлений Верховного Совета РФ о плате родителей за содержание детей в муниципальных детских садах, на основе которого Тверской городской Думой было принято временное положение, устанавливающее льготу для родителей по оплате содержания детей в детсадах. По представлению прокурора городской суд квалифицировал его как противоречащее Федеральному закону о монетизации льгот, после чего Тверская городская Дума обратилась в Конституционный Суд РФ с просьбой проверить конституционность вышеупомянутого Федерального закона и получила поддержку. Самое важное в принятом Постановлении — это правовая позиция Конституционного Суда РФ, в силу которой политические органы государства при принятии важнейших финансовых решений не свободны от установлений Конституции. Конституционный Суд РФ высказал мнение, что обеспечение доступности и бесплатности дошкольного образования обусловлено наличием у государства социальной функции, которая, в свою очередь, предопределяет социальную детерминацию финансовой деятельности, а поэтому основой правового регулирования общественных отношений, возникающих по поводу дошкольного образования, — и, в связи с этим, распределения и использования централизованных денежных фондов государства и муниципальных образований, — являются нормы Конституции РФ, из которых вытекает необходимость надлежащего финансового обеспечения соответствующих полномочий публичной власти. Конституционный Суд РФ сформулировал очень важный вывод о том, что органы публичной власти при принятии нормативных правовых актов и, прежде всего, бюджета должны руководствоваться принципом наиболее полного финансирования публично-правовых обязательств, вытекающих из необходимости реализации общегосударственных гарантий прав и свобод, закрепленных непосредственно Конституцией РФ.
Поправки к Конституции РФ, внесённые в 2020 году, предусмотрели целый ряд конституционных гарантий увеличения благосостояния граждан, защиты материальных прав материнства и детства, прав институтов гражданского общества.
Задачи конституционной экономики в России на ближайшие годы могут быть сформулированы следующим образом:
1. Философско-правовое осмысление категории «правовое государство» с учетом выполняемых публичной властью функций в экономической сфере. Изменение содержания и способов государственного регулирования экономических отношений в условиях экономической (финансовой) глобализации.
2. Осмысление положения Преамбулы Конституции РФ об «осознании многонациональным народом России себя частью мирового сообщества» в экономическом и юридическом смысле.
3. Определение того, что есть «общее благо» как экономическая цель современного государства. Сущность и назначение государственного сектора экономики и государственных финансов. Какие цели и задачи должны реализовываться государством, опираясь на данный сектор экономики.
4. Выявление системы конституционных принципов, используемых для правового регулирования экономических отношений, а также тех представлений о них, которые сформировались в правоприменительной практике в виде правовых позиций высших судов.
5. Изучение проблем имущественной ответственности государства перед предпринимателями за принимаемые управленческие решения (ответственность регистрирующих органов; органов, регулирующих финансовые рынки, и т. д.).
6. Пределы возмещения государством потерь собственников при принудительном отчуждении имущества для государственных нужд и конституционно-правовая оценка того, какие из них действительно являются государственными.
7. Построение теоретической (идеальной) конструкционно-правовой модели взаимоотношений публичной власти и бизнеса в Российской Федерации. Решение при этом таких практических вопросов, как экономическое обоснование налогов, нормативное содержание принципа добросовестности в сфере гражданского права и в сфере налогообложения. Применение методов конституционной экономики для определения границ допустимой (законной) налоговой оптимизации.